# Epres Panni
Epres Panni (Budapest, 1976. október 1. –) magyar manöken, divatmodell, Benedek Tibor háromszoros olimpiai bajnok vízilabdázó özvegye. Egy nővére van, Epres Judit, aki szintén a médiában dolgozik.

## Élete
Úgy szép, hogy nem lehet érte utálni.
Gödöllői katolikus családban nevelkedett fel, fiatalabb éveiben csupán a tanulás és sport foglalkoztatta, először régész szeretett volna lenni. A sportok közül, mivel magas termetű (175 cm), a magasugrást és a kosárlabdát választotta. 17 éves korában felfigyeltek szépségére és karcsú termetére, így kapott meghívást egy modellversenybe 1994-ben, a Supermodel of the World magyarországi versenyébe, ahol második helyezést sikerült elérnie. Ebben az időszakban találkozott későbbi férjével, Benedek Tiborral, akivel útjaik egy rövidebb kapcsolat után elváltak. Benedek Tibor Olaszországba költözött, Epres Panni pedig befejezte iskoláit – diplomamunkáját a paralimpia történetéről és médiában való megjelenéséről írta – és modellkarrierbe kezdett. Közel 14 évet dolgozott együtt Náray Tamással, a híres magyar divattervezővel. Benedek Tiborral 10 év után, 2003-ban találkozott ismét, amikor is újra fellángolt a szerelem közöttük és ismét egy pár lettek. Benedek Tibor akkor már túl volt egy váláson, és Olaszországban született egy lánya is, Ginevra. 7 év elteltével 2010-ben összeházasodtak, ekkorra már megszületett két gyermekük, Mór (2007) és Barka (2009).
2004-től élnek folyamatosan Magyarországon, addig a férj sportolói pályafutása miatt ingázniuk kellett Olaszország és Magyarország között. 2014-ben üzleti vállalkozásba fogtak, társtulajdonosai lettek a budapesti Trattoria Gusto étteremnek. 2018-ban férjével együtt a Magyar Turisztikai Ügynökség téli belföldi kampányarcai voltak a turizmus népszerűsítése érdekében.